# Friedrich Freiherr von Broich
Friedrich Freiherr von Broich, né le 1er janvier 1896 et mort le 24 septembre 1974, est un Generalleutnant allemand qui a servi au sein de la Heer dans la Wehrmacht pendant la Seconde Guerre mondiale.

## Biographie
Il est issu d'une famille noble Broich (de). Il s'engage le 2 juillet 1914 comme élève officier dans le 9e régiment d'uhlans (de), avant le déclenchement de la Première Guerre mondiale. Le 24 décembre 1914, il est nommé au grade de sous-lieutenant. Il tombe malade en février 1915 sur le front occidental. En novembre 1915, il tombe à nouveau malade et il revient sur le front le 3 janvier 1916. Le 3 juillet 1918, il est nommé chef d'escadron dans son régiment. Le 13 octobre 1918, il est blessé et promu lieutenant le 18 octobre 1918, pendant son séjour à l'hôpital.
Après la guerre, il rejoint la Reichswehr et est affecté au 2e escadron du 6e régiment de Prusse à Schwedt. Le 1er octobre 1924, il est transféré à l'état-major d'un régiment à Pasewalk. Il est nommé capitaine le 1er février 1928. Le 1er janvier 1935, il est transféré au ministère de la Guerre du Reich et devient inspecteur de cavalerie. Il est promu au grade de lieutenant-colonel le 1er octobre 1937.
Durant la Seconde Guerre mondiale, il participe en 1940 à la Campagne de France. Le 1er septembre 1940, il est promu au grade de colonel. En 1941, il participe à l'opération Barbarossa comme commandant de régiment. Le 31 octobre 1942, il rejoint l'Afrique du nord et participe à la guerre du Désert. Le 5 février 1943, il est nommé commandant de la 10e Panzerdivision et promu le 15 février au grade de major général, il participe à la bataille de Kasserine. Il est promu lieutenant général le 1er mai 1943,. 

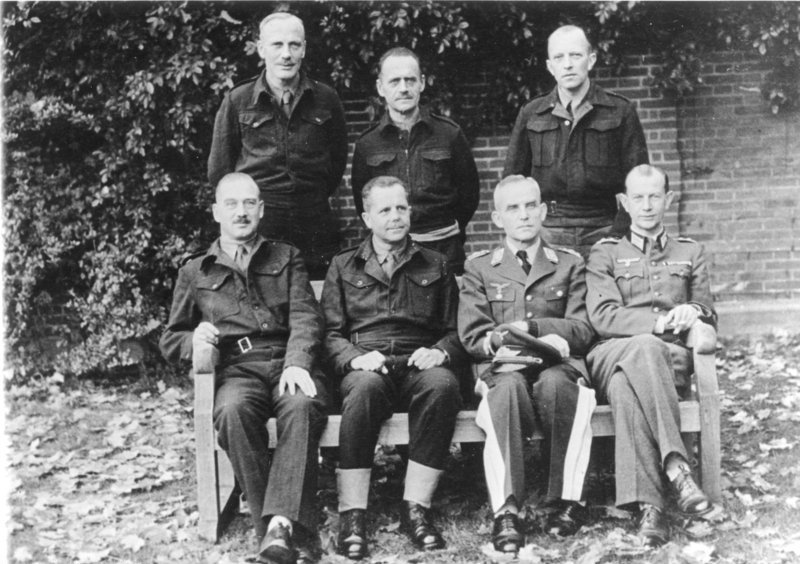
Friedrich Freiherr von Broich (premier assis à gauche) au camp de prisonniers de Trent Park Camp.

Le 12 mai 1943, il se rend avec le reste de sa division aux Forces armées britanniques, à Grombalia en Tunisie. Il est transféré à Londres le 1er juin 1943 et termine la guerre à Island Farm à Bridgend dans le sud du Pays de Galles.

## Décorations
- Croix de fer (1914)
  - 2e Classe
  - 1re Classe
- Croix de fer (1940)
  - 2e Classe (2 août 1942)
- Croix allemande (2 novembre 1941)